# Giuseppe Lauricella
Giuseppe Lauricella (Agrigente, 15 décembre 1867 - Catane, 9 janvier 1913) est un mathématicien sicilien connu pour ses contributions à la théorie des équations intégrales et à la théorie mathématique de l’élasticité.

## Biographie
Giuseppe Lauricella étudia à l’université de Pise sous la direction de Luigi Bianchi, d’Ulisse Dini et de Vito Volterra. Il fut professeur de lycée de 1895 à 1898, puis fut nommé professeur titulaire à l’université de Catane, où il fit toute sa carrière. Il mourut prématurément d’une scarlatine qu’il avait contractée d’un de ses fils.

## Contributions
- Lauricella étudia en 1893 quatre séries hypergéométriques particulières[1], nommées depuis séries hypergéométriques de Lauricella (en).
- Dans la théorie des espaces de Hilbert, le théorème de Lauricella[2] donne une condition nécessaire et suffisante pour qu'un ensemble de fonctions soit fermé.
- L’équation intégrale de Sherman-Lauricella est une équation de la théorie mathématique de l’élasticité régissant les déplacements d'un domaine plan ajouré de plusieurs contours intérieurs et qui traduit l'équation biharmonique de la fonction de contraintes d’Airy.